# Sentier ferroviaire

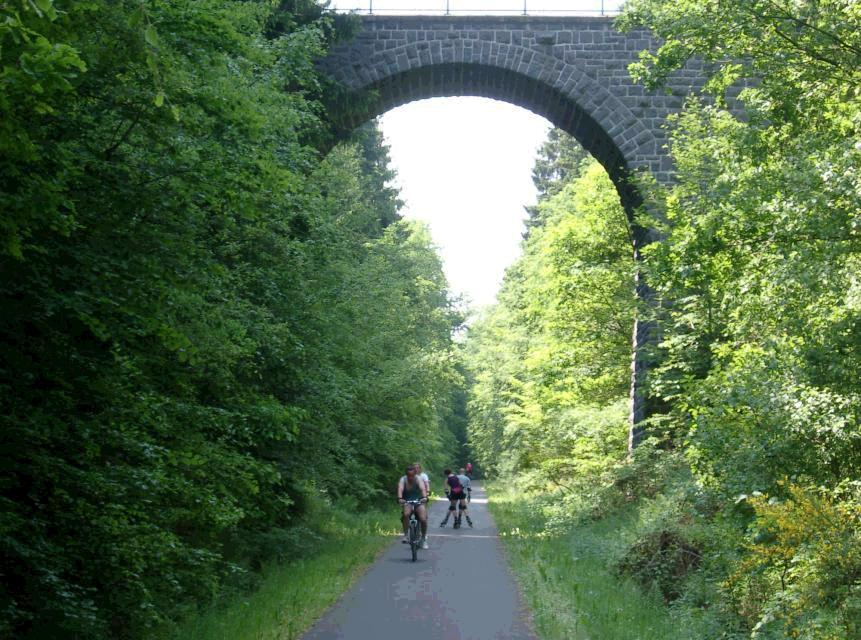
Un sentier ferroviaire d'Allemagne.

Un sentier ferroviaire est une voie de chemin de fer obsolète qui est transformée en sentier de randonnée ou de bicyclette,.
Généralement, la voie est donc relativement droite et à faible déclivité.
Pour l'Europe, le terme « voie verte » est plus utilisé tandis qu'en région wallonne de Belgique, ces sentiers sont désignés sous le nom de réseau RAVeL.